# Ich und die Anderen (Fernsehserie)
Ich und die Anderen ist eine sechsteilige deutsch-österreichische Fernsehserie, die ab dem 29. Juli 2021 auf Sky erstmals ausgestrahlt wurde.

## Inhalt
„Ich will, dass es um mich geht. Ich will, dass ihr mich seht, dass ihr mit mir mitgeht. Ich will, dass ihr ich seid, dass ihr alles über mich wisst.“

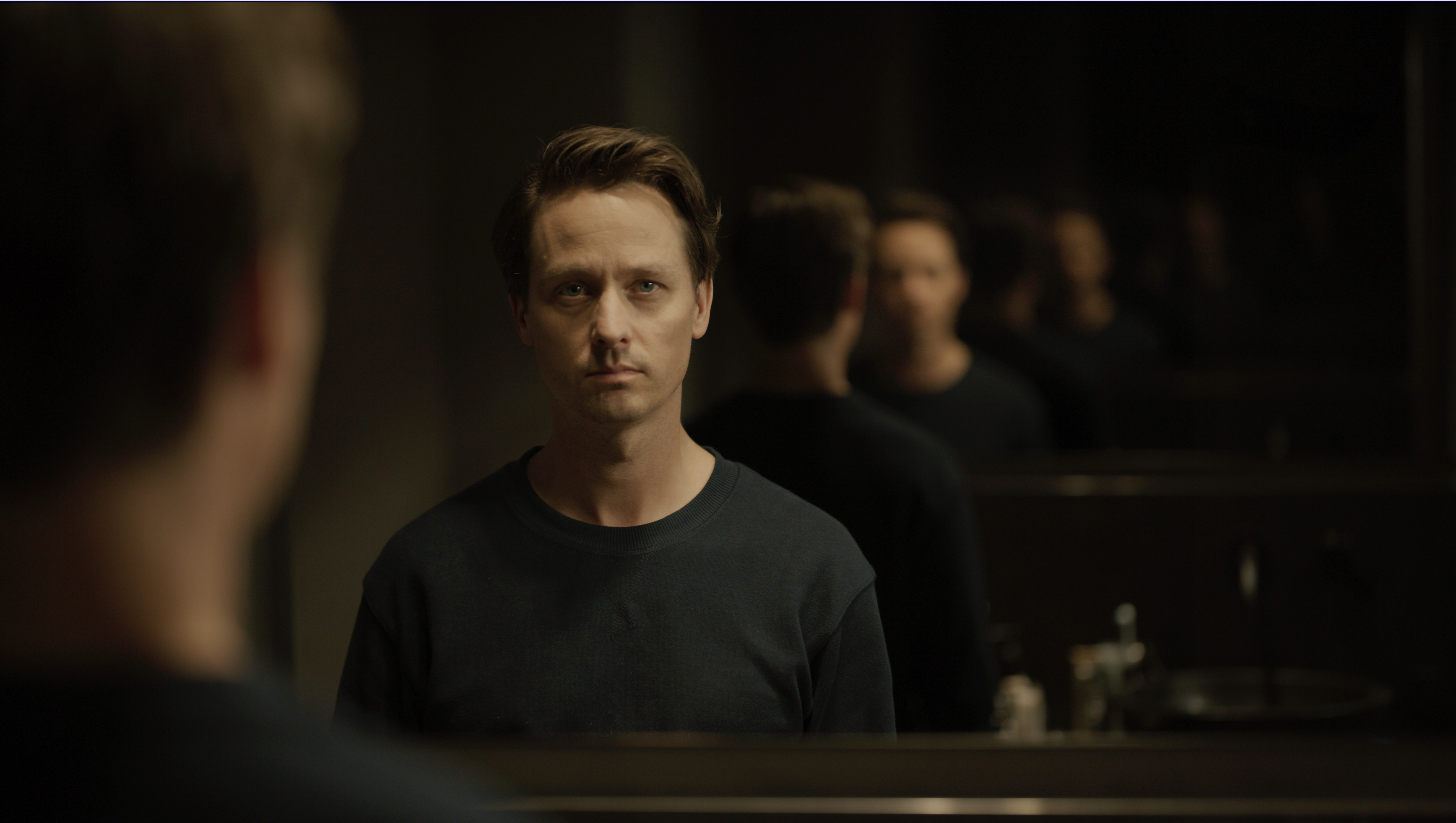
Tom Schilling spielt Tristan

Tristan lebt mit seiner schwangeren Freundin Julia  zusammen. An einem Tag gehen außergewöhnlich viele und auch äußerst sonderbare Nachrichten auf seinem Smartphone ein. Als er zur Arbeit will und das Haus verlässt, wird er von einem Taxifahrer angesprochen, der will, dass er einsteigt. Tristan hat jedoch kein Taxi bestellt und will erst gar nicht zu dem Fremden mit dem seltsamen Akzent ins Auto steigen. Weil ihm die Blicke der Menschen auf den Wecker gehen, die ihn alle völlig unverfroren anstarren und über ihn tuscheln, steigt er jedoch ein, und der Taxifahrer setzt ihn direkt vor dem Büro ab.
Das Unternehmen für das Tristan arbeitet heißt 42. Durch seinen Arbeitskollegen und Freund Hubert erfährt Tristan, dass nun alle Menschen alles über ihn wissen und sogar seine intimsten Wünsche und Phantasien kennen. Tristan kann sich jedoch nicht erinnern, wie und warum es hierzu gekommen ist. Scheinbar hat auch seine Exfreundin Franziska seine Telefonnummer und will ihn unbedingt treffen, obwohl sie 15 Jahre lang überhaupt keinen Kontakt hatten.
In jeder einzelnen Folge erwacht Tristan, nachdem er einen Wunsch geäußert hat, und erlebt nun dessen Auswirkungen auf sich selbst und seine Mitmenschen. Überspannt sind diese Entwicklungen von dem Motiv „Protect me from what I want“.

## Figuren und Besetzung
| Schauspieler             | Bild                 | Rolle         | Hauptrolle (Folgen) | Rollenbeschreibung |
| ------------------------ | -------------------- | ------------- | ------------------- | --- |
| Tom Schilling            | Tom Schilling        | Tristan       | 1.01–               | Tristan stellt bei 42 die neusten Produkte des Unternehmens vor und testet diese auch selbst                                        |
| Lars Eidinger            | Lars Eidinger        | Herr Brandt   | 1.01–               | Tristans Chef bei 42 |
| Katharina Schüttler      | Katharina Schüttler  | Julia         | 1.01–               | Tristans schwangere Freundin |
| Martin Wuttke            | Martin Wuttke        | Vater         | 1.01–               | Tristans Vater befasst sich als Künstler ausschließlich mit Penissen, meist mit seinem eigenen                                      |
| Sarah Viktoria Frick     | Sarah Viktoria Frick | Isolde        | 1.01–               | Tristans lesbische Schwester, die sich in ihrer Kunst ausschließlich mit dem weiblichen Geschlecht befasst                          |
| Sophie Rois              | Sophie Rois          | Mutter        | 1.01–               | Tristans Mutter beteuert, ihre beiden Kinder gleichermaßen zu lieben, meist redet sie jedoch über das beste Stück ihres Mannes      |
| Fabian Krüger            |                      | Marvin        | 1.01–               | der nach eigenen Aussagen 342-jährige Obdachlose ist Alkoholiker                                                                    |
| Michael Maertens         | Michael Maertens     | Dr. Schubert  | 1.01–               | Tristans Therapeut Dr. Schubert hat eine Tochter, die glaubt, Worte seien ein Virus und daher in einem schallisolierten Zimmer lebt |
| Ramin Yazdani            | Ramin Yazdani        | Taxifahrer    | 1.01–               | Der Taxifahrer holt Tristan jeden Tag von Zuhause ab und fährt ihn ins Büro oder wo er sonst hin möchte                             |
| Merlin Sandmeyer         | Merlin Sandmeyer     | Hubert        |                     | Tristans Freund und Arbeitskollege, der das Unternehmen mehrere Male verlässt oder verlassen muss                                   |
| Mavie Hörbiger           | Mavie Hörbiger       | Franziska     |                     | Tristans frühere Freundin |
| Selina Graf              |                      | Corinna       |                     | Tristans Kollegin |
| Vanessa Loibl            |                      | Anke          |                     | eine Kollegin Tristans, die im Rollstuhl sitzt                                                                                      |
| Vivienne Causemann       |                      | Gudrun        |                     | |
| Franz Pätzold            |                      | Martin        |                     | Julias Liebhaber und möglicher Vater ihres Kindes                                                                                   |
| Michael Gempart          |                      | Ehemann       |                     | |
| Nils Hohenhövel          |                      | Valentin      |                     | |
| Anja Karmanski           |                      | Hedwig        |                     | |
| Michaela Kis             |                      | Frau Hautmann |                     | |
| Katharina Meves          |                      | Diverse       |                     | |
| Safira Robens            |                      | Nina          |                     | |
| Wojo van Brouwer         |                      | Georg Kratky  |                     | |
| Ines Marie Westernströer |                      | Jana          |                     | |
| Sebastian Winkler        |                      | Markus        | 1.01, 1.03          | Tristans Arbeitskollege |

## Entstehung
Regie bei der Serie führte David Schalko, der auch für alle sechs Folgen das Drehbuch schrieb. Für ihn geht es in der Serie im Kern darum, dass jemand sein Verhältnis zu den Anderen überprüft, dies in Form von Wünschen und Prämissen. Tristan sei hierbei ein bisschen ein Mann ohne Eigenschaften, als würde er sich wie eine Simulation von Folge zu Folge zusammenbauen. Auf die Frage, ob es in der Serie auch darum gehe, sich vor Wünschen zu hüten, zitierte er Oscar Wilde: „Auf dieser Welt gibt es nur zwei Tragödien. Wenn Wünsche enttäuscht und wenn sie erfüllt werden. Das zweite ist viel schlimmer“, denn Wünsche hätten Schattenseiten, so Schalko.
Allgemein hätten Inhalt und Titel sehr mit der Frage zu tun, wie das Ich zum Rest der Gesellschaft steht, und es gehe in dieser heutigen, sehr ichbezogenen Zeit um eine pervertierte Form des Individualismus in einer westlichen Gesellschaft, so Schalko. Dieser Individualismus habe sich vor allem im 20. Jahrhundert immer mehr herauskristallisiert und sei im 17. oder 18. Jahrhundert höchstens an aristokratischen Höfen verbreitet gewesen.
Gedreht wurde an 62 Drehtagen zwischen Anfang März und Ende August 2020. Als Kameramann fungierte Martin Gschlacht. Das Szenenbild stammt von Johannes Salat und Pia Jaros.

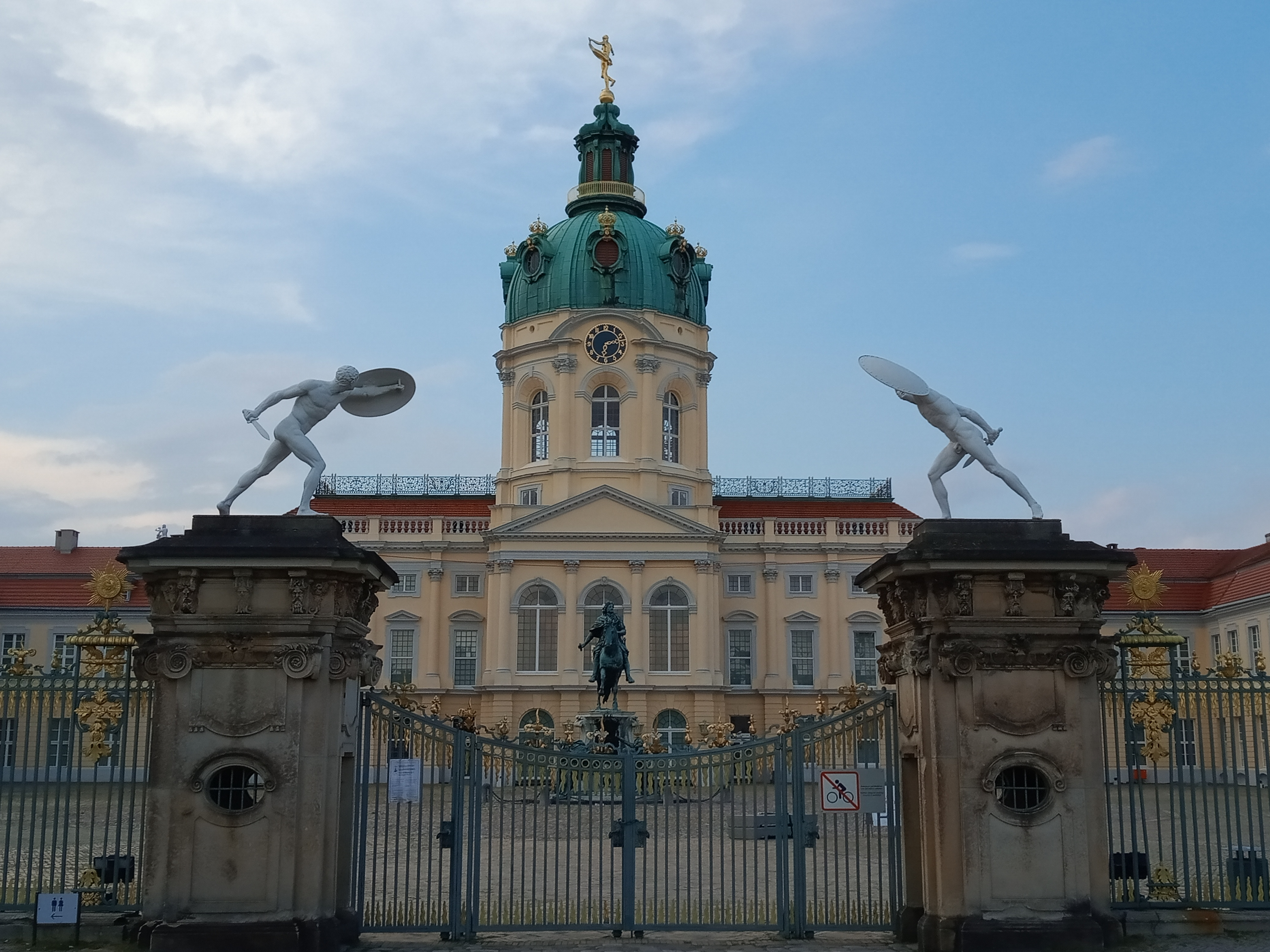
Die erste Vorstellung erfolgte im Rahmen des Berlinale Summer Specials im neu eingerichteten Freiluftkino am Schloss Charlottenburg

Die Musik für die Serie wurde von Kyrre Kvam komponiert. Zudem werden zur Handlung der jeweiligen Folge passende Musikstücke verwendet, so Strange Currencies von R.E.M. in Folge 1, You Are the Sunshine of My Life von Stevie Wonder und Shiny Happy People von R.E.M. in Folge 3, Lust for Life von Iggy Pop in Folge 4 und Kapitulation von Tocotronic in Folge 5.

## Veröffentlichung
Ende Februar 2021 wurde ein erster Trailer veröffentlicht. Am 9. Juni 2021 eröffnete die Serie das Open Air stattfindende Summer Special der Internationalen Filmfestspiele Berlin. Am 11. Juni 2021 feiert Ich und die Anderen im Rahmen der Diagonale in Graz seine Österreich-Premiere.
Die Ausstrahlung bei Sky erfolgt seit 29. Juli 2021 mit zwei Folgen am Stück. Parallel ist die komplette sechsteiligen Serie auf dem Streamingdienst Sky Ticket und über Sky Q abrufbar.

## Episodenliste
| Folge | Zusammenfassung |
| ----- | --- |
| 1     | Tristan lebt zusammen mit seiner schwangeren Freundin Julia in einer schönen Wohnung. An diesem Tag gehen außergewöhnlich viele und auch äußerst sonderbare Nachrichten auf seinem Smartphone ein. Als er zur Arbeit will und das Haus verlässt, wird er von einem Taxifahrer angesprochen, der will, dass er einsteigt. Tristan hat jedoch kein Taxi bestellt und will erst gar nicht zu dem Fremden mit dem seltsamen Akzent ins Auto steigen. Weil ihm die Blicke der Menschen auf den Wecker gehen, die ihn alle völlig unverfroren anstarren und über ihn tuscheln, steigt er jedoch ein, und der Taxifahrer setzt ihn direkt vor dem Büro ab. Das Unternehmen für das Tristan arbeitet heißt 42. Dort stellt er gemeinsam mit seinem Chef, Herrn Brandt, potentiellen Partnern die neuste Entwicklung aus ihrem Haus vor. Weil die Menschen meist nur auf ihr Handy starren, soll die Zombie-App der neuste Verkaufsschlager werden. Durch seinen Kollegen und Freund Hubert erfährt Tristan, dass nun alle Menschen alles über ihn wissen und sogar seine intimsten Wünsche und Phantasien kennen. Scheinbar hat auch seine Exfreundin Franziska seine Telefonnummer und will ihn unbedingt treffen, obwohl sie 15 Jahre lang überhaupt keinen Kontakt hatten. |
| 2     | Tristan wacht neben Julia auf. Sie scheint an diesem Tag ganz besonders streitlustig zu sein. Er meldet sich krank und verlässt das Haus. Scheinbar sagen sich plötzlich alle Menschen, was sie übereinander denken. Tristans Therapeut Dr. Schubert, den er regelmäßig besucht, verspürt auch den Drang mit seinem Patienten über alles zu reden. Auf der Suche nach Franziska findet er nur ihre „Schwester“. |
| 3     | Julia hat Frühstück für ihren Liebsten gemacht und die ganze Wohnung mit Herzen dekoriert. Alle lächeln Tristan an, wenn sie ihn sehen. Nachdem der Taxifahrer ihn auch an diesem Morgen im Büro abgesetzt hat, wird er von seinen Kollegen mit Applaus empfangen. Man hat ihm ein eigenes Büro zur Verfügung gestellt, und die Kollegen, die ihn sonst gar nicht mögen, sind plötzlich schrecklich nett zu ihm, sogar die Kollegin im Rollstuhl und die Frau am Empfang. Im Büro wartet schon seine Schwester Isolde auf ihn. Sie, die ihren Bruder eigentlich abgrundtief hasst, erträgt das Gefühl nicht, dass sie ihren Bruder nun liebt. |
| 4     | Auf einem gemeinsamen Trip mit Franziska, nimmt er ihre verschiedenen Persönlichkeiten wahr, in die sich ihr Ich in Folge des Missbrauchs als Kind durch ihren Vater aufgespalten hat. Am nächsten Tag denkt Tristan plötzlich nur noch an alle anderen Menschen auf der Welt und nicht mehr an sich selbst. Er hat scheinbar alle Obdachlosen der Stadt in der Wohnung untergebracht, und denen, die dort nicht untergekommen sind, schenkt er Geld. |
| 5     | Brandt stellt Tristan im Büro das neuste Produkt des Unternehmens vor. „Bobbie“ entstand, indem man einen Rechner mit Informationen fütterte, die er und Tristans Therapeut sammelten, als sie ihn durch diverse virtuelle Simulationen schickten. Die künstliche Intelligenz, die man sich ganz leicht ins Ohr steckt, kann für einen Menschen entscheiden, was wirklich wichtig ist, nach dem Slogan „navigate your life“. Den ersten „Bobbie“ haben sie nur für ihn konzipiert und programmiert. Tristans „Bobbie“ spricht mit Franziskas Stimme zu ihm, und weil alle von ihm Entscheidungen fordern, verlässt er sich einfach auf diese; selbst in Liebesangelegenheiten. |
| 6     | Tristan will Franziska im Waldhaus treffen. Dort angekommen, ist auch Julia da. Als er nach einem gemeinsamen „Drink“ wieder zu sich kommt, weiß er nicht mehr, was er sich diesmal gewünscht hat. Der Taxifahrer scheint ihn nicht zu kennen, ebenso Franziska nicht, und auch nicht seine Eltern und seine Schwestern. Tristan bittet den Obdachlosen Marvin um Hilfe. Dieser erklärt ihm, das dieses mal nicht sein eigener Wunsch in Erfüllung gegangen ist, sondern jener von Julia. |

## Rezeption

### Kritiken
Der Filmdienst schreibt in einer ersten Kritik, Drehbuch und Inszenierung machten mit einem brillant-schrägen Typenensemble, eskalierenden surrealen Einsprengseln und einem assoziationsreichen Overkill an visuellen und motivischen Spielereien von Douglas Adams über Wagner bis zu Vagina-Kunst mehr als wett. Die Prämisse „Protect me from what I wish“ sei dabei eine Art Der Fischer und seine Frau für das virtuelle Zeitalter. Der philosophische Gehalt der Miniserie hätte letztlich aber auch in ein Spielfilm-Format gepasst.
Anke Sterneborg von epd Film beschreibt Ich und die Anderen als Gesellschaftssatire und Zeitgeistfarce, einen wilden Trip durch die Extreme der Identitäts- und Sinnsuche, zwischen Selbstverwirklichung, Selbstoptimierung und Selbstinszenierung. Man spüre den unbändigen Spaß, den Kostümbildner, Ausstatter und Special-Effects-Tüftler bei der fantasievollen Kreation der Wunsch- und Alptraumwelten hatten, und erst recht der Autor bei der Zusammenstellung der rasanten Screwball-Dialoge, die in knackig zwischen Küchenpsychologie und Kalenderspruchphilosophie jonglieren.

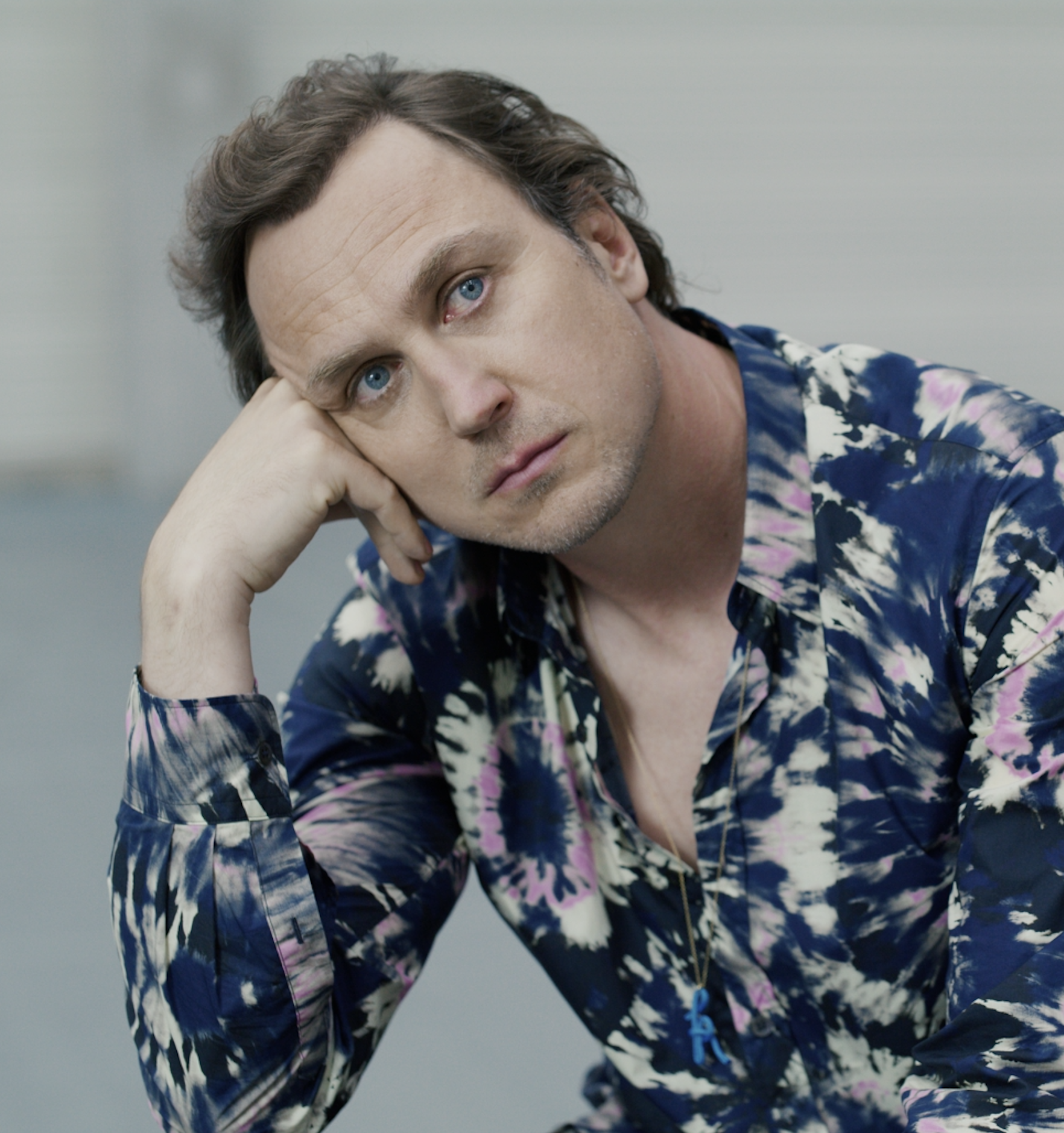
Lars Eidinger spielt Herrn Brandt, für Arabella Wintermayr der typische Homo oeconomicus

Arabella Wintermayr schreibt in der taz, gemeinsam mit Herrn Brandt, der ein Paradebeispiel des ausschließlich
in Karriereparametern denkenden Homo oeconomicus sei, biete die Serie ein genüsslich überspitzter, freudianisch aufgeladener Querschnitt einer auf Selbstoptimierung gepolten Gesellschaft, aber auch eine spielerische philosophische Reflexion über die Bedingungen des Menschseins an sich und gleichsam bissig-humorvolle Abrechnung mit dem neoliberalen Zeitgeist.
Gunda Bartels schreibt im Tagesspiegel, die sechs Episoden wirkten, als habe ein Horrorclown alle derzeit gängigen Fragen von Identität und Individualität zusammengekippt, mit einem guten Schuss Freud verquirlt und daraus die Matrix einer merkwürdigen Mechanismen gehorchenden Plastikwelt ferngesteuerter Millennials und Babyboomer programmiert. Die Spielfreude des All-Star-Ensembles, das es sichtlich genieße, dem Affen in Schalkos „Synapsenlandschaft“ Zucker zu geben, mache Spaß, ebenso wie die satirischen Watschen gegen die Infantilitäten, Manierismen und Abgefucktheiten urbaner Branchen und Lebensmodelle. Allerdings nerve der durchgehende Männerblick heftig, auch wenn klar sei, dass die überzeichneten Frauenfiguren als Fleisch gewordene Männerfantasie fungieren, die dem Hirn des Helden entspringen und so dessen Beschränktheit entlarven und persiflieren sollen.

### Auszeichnungen
Grimme-Preis 2022
- Nominierung in der Kategorie Fiktion

Romyverleihung 2021
- Nominierung als Beste Serie TV/Stream
- Auszeichnung für die Beste Kamera TV/Stream (Martin Gschlacht)
- Auszeichnung für den Besten Schnitt TV/Stream (Karina Ressler)

Venice TV Award
- Nominierung 2021 als Beste Serie TV